# Savastvere
Savastvere – wieś w Estonii, w prowincji Tartu, w gminie Alatskivi. Położona jest nad niewielkim jeziorem Savastvere, przez które przepływa rzeka Alatskivi.